# (2261) Keeler
(2261) Keeler (1977 HC) ist ein Asteroid des inneren Hauptgürtels, der am 20. April 1977 vom US-amerikanischen Astronomen Arnold R. Klemola am Lick-Observatorium am Mount Hamilton in Kalifornien (IAU-Code 662) entdeckt wurde. Der Asteroid gehört zur Phocaea-Familie, einer Gruppe von Asteroiden, die nach (25) Phocaea benannt sind.

## Benennung
(2261) Keeler wurde nach dem US-amerikanischen Astrophysiker James Edward Keeler (1857–1900) benannt. Er war einer der Pioniere der Astrophysik und zweiter Direktor des Lick-Observatoriums. Er maß die Wellenlänge von planetarischem Nebel und bestätigte die Teilchenbeschaffenheit der Ringe des Saturns. Am 6. Dezember 1899 entdeckte er den Asteroiden des äußeren Hauptgürtels (452) Hamiltonia. Der Mondrakter Keeler sowie der Marskrater Keeler sind ebenfalls nach ihm benannt.